# Graham Cutts
Pour les articles homonymes, voir Cutts.
Graham Cutts, né John Henry Graham Cutts (Brighton, 1885 - Londres, 7 septembre 1958), est un réalisateur et producteur britannique.
Il est le père de l'actrice Patricia Cutts (1926-1974).

## Filmographie

### Comme réalisateur
- 1922 : La Malédiction (The Wonderful Story (en))
- 1922 : Londres la nuit (Cocaine (en))
- 1922 : Flames of Passion (en)
- 1923 : La Danseuse blessée (Woman to Woman)
- 1923 : L'Ombre blanche (The White Shadow)
- 1923 : Paddy the Next Best Thing (en)
- 1924 : The Prude's Fall
- 1924 : Abnégation (The Passionate Adventure)
- 1925 : The Rat
- 1925 : Le Voyou (Die Prinzessin und der Geiger)
- 1926 : The Sea Urchin
- 1926 : Le Triomphe du rat (The Triumph of the Rat)
- 1927 : Confetti (crédité sous le nom de Grahame Lutts)
- 1927 : La Nuit nuptiale (The Queen Was in the Parlor)
- 1927 : Rien ne va plus (Die Spielerin)
- 1928 : God's Clay
- 1928 : Glorious Youth
- 1928 : The Rolling Road
- 1929 : The Return of the Rat
- 1929 : Glorious Youth
- 1932 : The Temperance Fete
- 1932 : Filou et Compagnie (Love on the Spot)
- 1932 : Looking on the Bright Side
- 1932 : The Sign of Four : Sherlock Holmes' Greatest Case
- 1933 : Three Men in a Boat
- 1933 : As Good As New
- 1935 : Oh, Daddy! de Graham Cutts et Austin Melford
- 1935 : Car of Dreams
- 1937 : Let's Make a Night of It
- 1937 : Aren't Men Beasts!
- 1938 : Over She Goes
- 1940 : She Couldn't Say No
- 1940 : Just William

### comme scénariste (de ses propres films)
- 1923 : La Danseuse blessée (Woman to Woman)
- 1925 : The Rat
- 1926 : The Sea Urchin
- 1926 : The Triumph of the Rat
- 1927 : The Queen Was in the Parlour
- 1940 : Just William

### comme producteur
- 1933 : Channel Crossing de Milton Rosmer
- 1934 : Prima Donna (Evensong) de Victor Saville
- 1934 : Le Juif Süss (Jew Süss) de Lothar Mendes
- 1942 : Lady from Lisbon de Leslie S. Hiscott
- 1943 : The Butler's Dilemma de Leslie S. Hiscott